# Chevagnes (tổng)
Tổng Chevagnes là một tổng ở tỉnh Allier trong vùng Auvergne-Rhône-Alpes.

## Địa lý
Tổng này được tổ chức xung quanh Chevagnes thuộc quận Moulins. Độ cao thay đổi từ 193 m (Gannay-sur-Loire) đến 286 m (Thiel-sur-Acolin) với độ cao trung bình 226 m.

## Hành chính
| Giai đoạn        | Ủy viên          | Đảng | Tư cách                |
| ---------------- | ---------------- | ---- | ---------------------- |
| 21               | Jean-Marie Potin | URB  |                        |
| septembre 1988   | Jean-Marie Potin | URB  |                        |
| tháng 3 năm 1994 | Jean-Marie Potin | URB  |                        |
| tháng 3 năm 2001 | Jean-Marie Potin | URB  |                        |
| novembre 2007    | Alain Lognon     | PCF  | Thị trưởng của Beaulon |
| tháng 3 năm 2008 | Alain Lognon     | PCF  | Thị trưởng của Beaulon |

## Các đơn vị cấp dưới
Tổng Chevagnes gồm 10 xã với dân số là 6 743 người (điều tra năm 1999, dân số không tính trùng)
| Xã                      | Dân số | Mã bưu chính | Mã insee |
| ----------------------- | ------ | ------------ | -------- |
| Beaulon                 | 1 560  | 03230        | 03019    |
| La Chapelle-aux-Chasses | 216    | 03230        | 03057    |
| Chevagnes               | 716    | 03230        | 03074    |
| Chézy                   | 218    | 03230        | 03076    |
| Gannay-sur-Loire        | 387    | 03230        | 03119    |
| Garnat-sur-Engièvre     | 734    | 03230        | 03120    |
| Lusigny                 | 1 428  | 03230        | 03156    |
| Paray-le-Frésil         | 417    | 03230        | 03203    |
| Saint-Martin-des-Lais   | 142    | 03230        | 03245    |
| Thiel-sur-Acolin        | 925    | 03230        | 03283    |

## Biến động dân số
| 1962                                                     | 1968  | 1975  | 1982  | 1990  | 1999  |
| -------------------------------------------------------- | ----- | ----- | ----- | ----- | ----- |
| 7 318                                                    | 7 678 | 7 558 | 7 539 | 7 423 | 6 743 |
| Nombre retenu à partir de 1962 : dân số không tính trùng |       |       |       |       |       |